# Regnes sahelians
Els regnes sahelians foren un conjunt de regnes i imperis que van aparèixer a la zona del Sahel a l'edat mitjana. Alguns d'ells es perllongaren fins a l'arribada dels colonitzadors europeus. Es caracteritzaven per aglutinar una sèrie de ciutats sota el mateix poder aristocràtic, basat en la riquesa acumulada pel comerç amb els països del sud d'Àfrica i de vegades amb incursions a l'Àsia o les zones de la Mediterrània. El comerç s'organitzava en caravanes de camells i cavalls. Les ciutats i parades de les rutes gaudien de la protecció dels exèrcits imperials i de gran autonomia política i econòmica.
Els regnes sahelians més rellevants són: 
- Imperi bamana
- Sultanat de Bornu
- Regne de Ghana
- Estats hausses
- Jolof
- Imperi de Kanem
- Imperi de Mali
- Regnes mossi
- Sultanat d'Ouadai
- Imperi Songhai

## Mapes

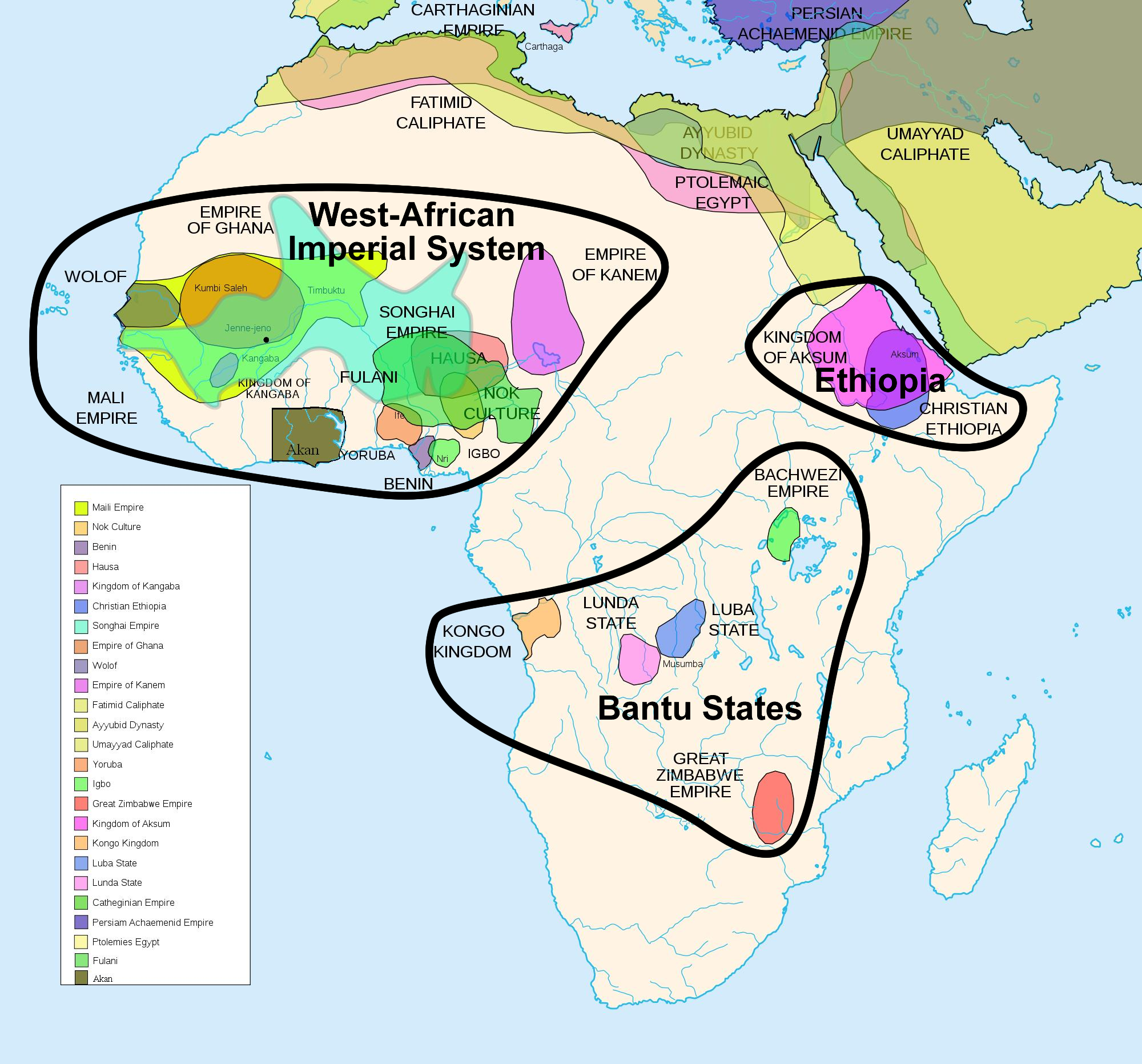
Estats africans entre el 500 aC i el 1500 aC
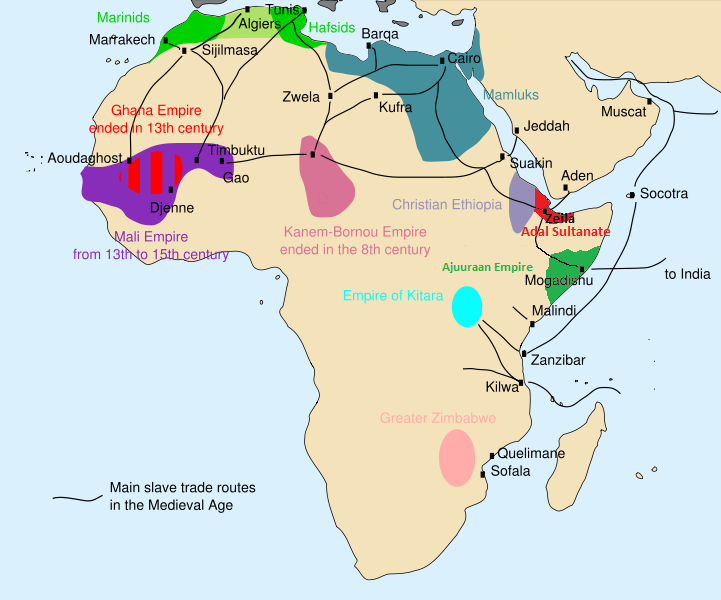
Les principals rutes de comerç d'esclaus a l'Àfrica durant l'edat mitjana.
Rutes comercials del Desert del Sahara occidental c. 1000 – 1500. Els camps d'or s'indiquen amb un ombrejat marró clar.
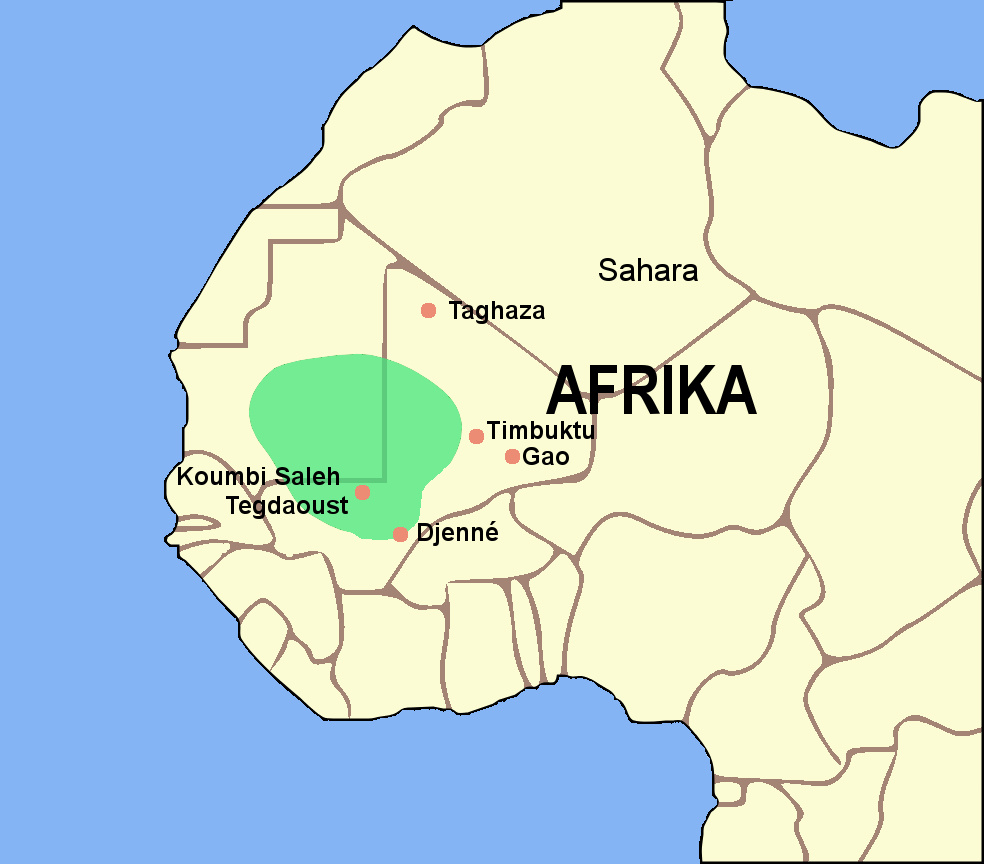
L'Imperi de Ghana en la seva màxima extensió c. 1050
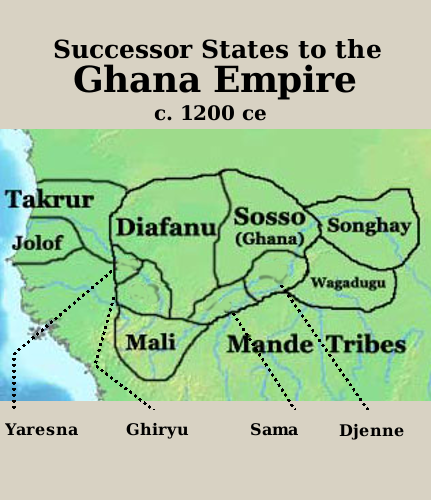
Els estats successors a l'Imperi de Ghana c. 1200
Influència de l'Imperi Kanem c. 1200
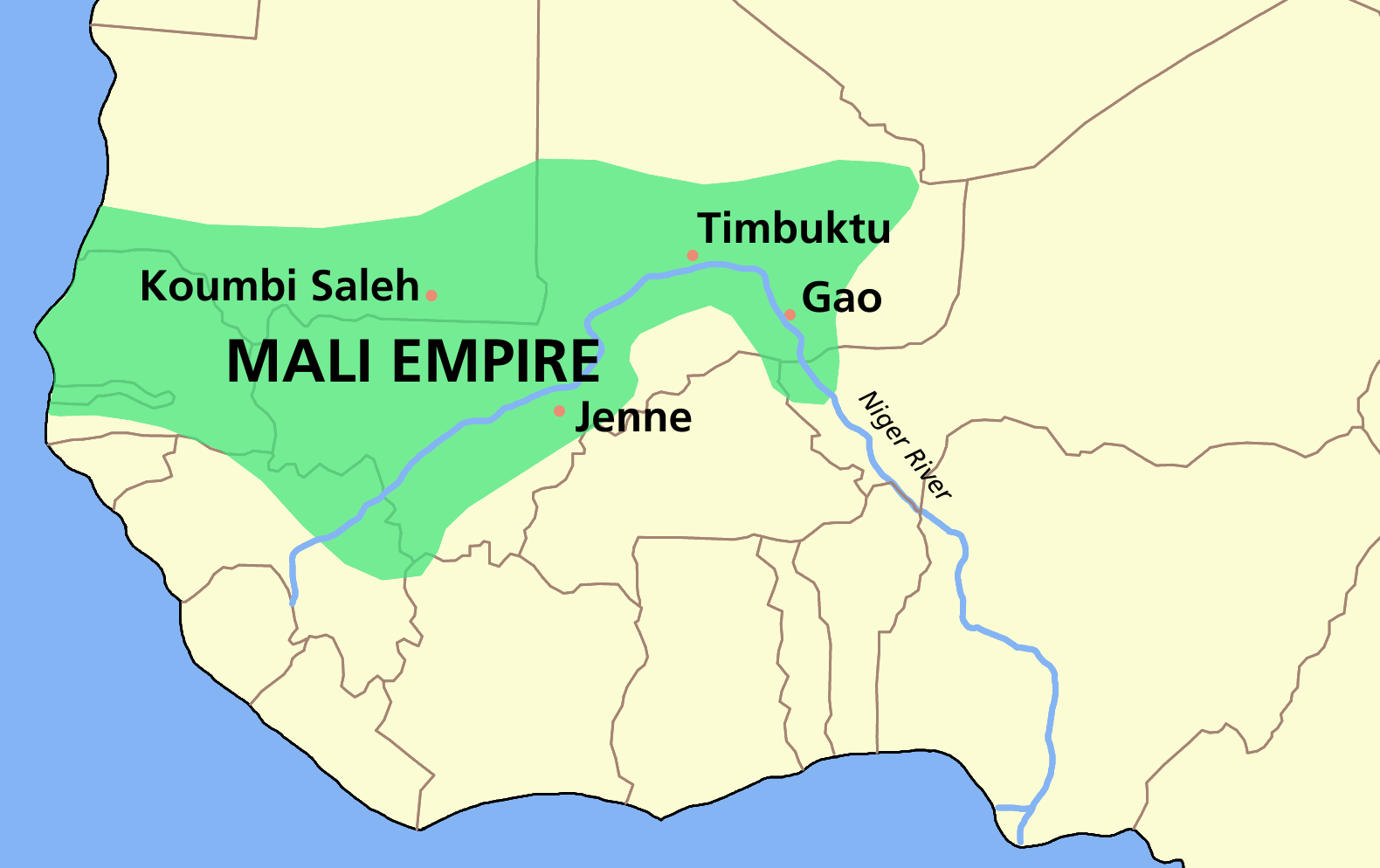
Extensió de l'Imperi de Mali c. 1350
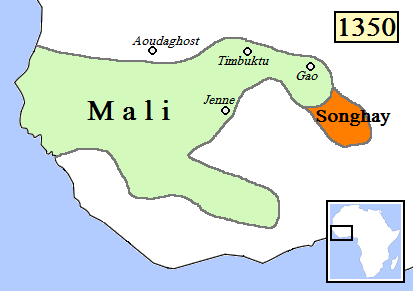
Extensió aproximada de l'Imperi de Mali, al costat de l'Imperi Songhai, c. 1350
Estats constituents de l'Imperi Wolof.
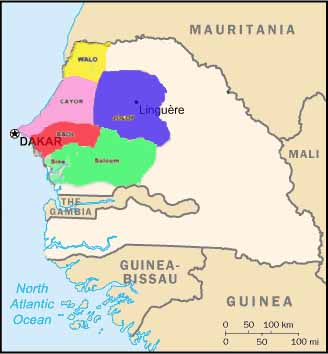
Estats constituents de l'Imperi Wolof c. 1400
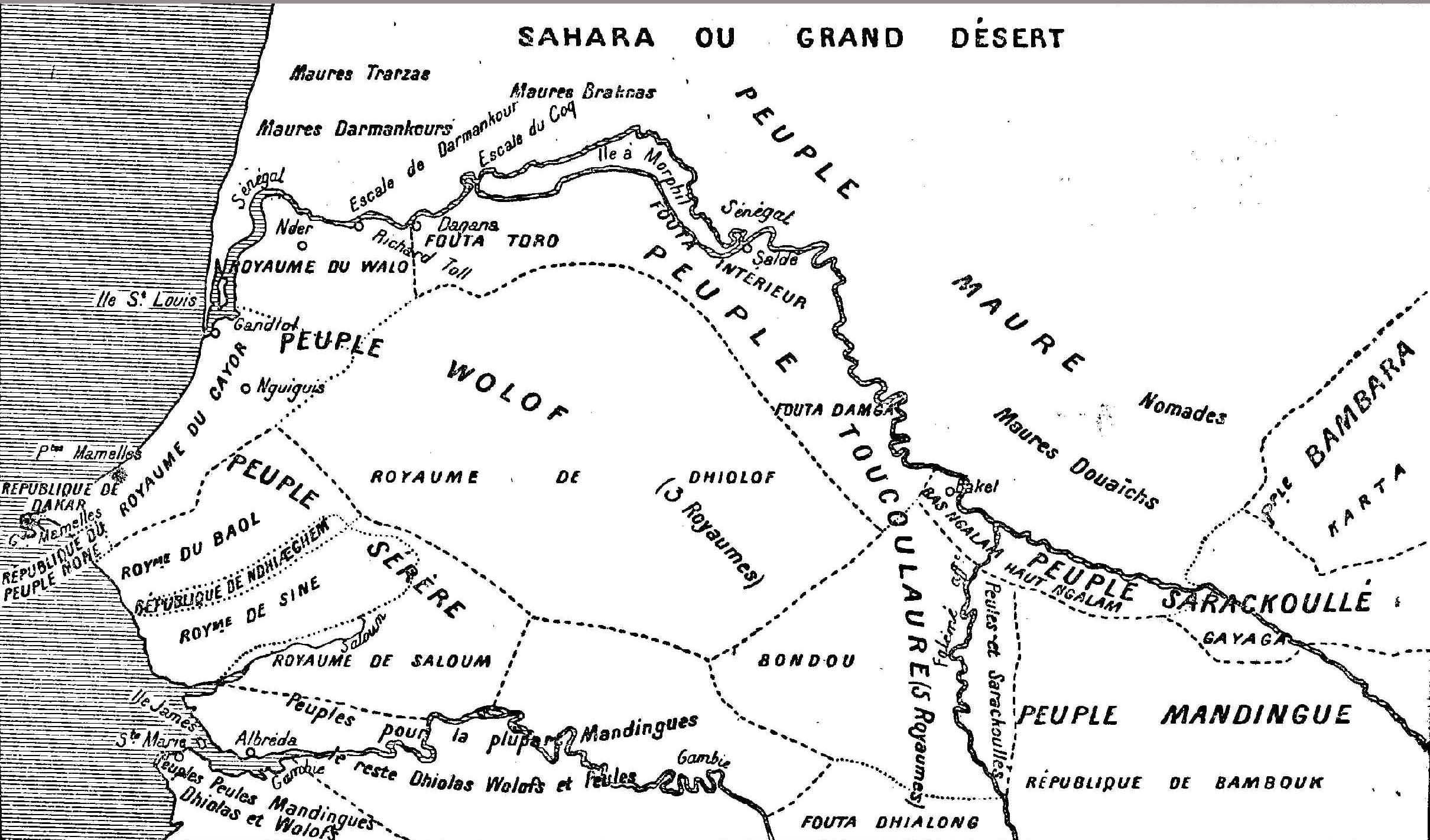
Carte des peuplades du Sénégal de l'abbé Boilat (1853): un mapa ètnic del Senegal a l'època del colonialisme francès. Els estats precolonials de Baol, Sine i Saloum estan distribuïts al llarg de la costa sud-oest, amb les zones interiors marcades "Peuple Sérère".
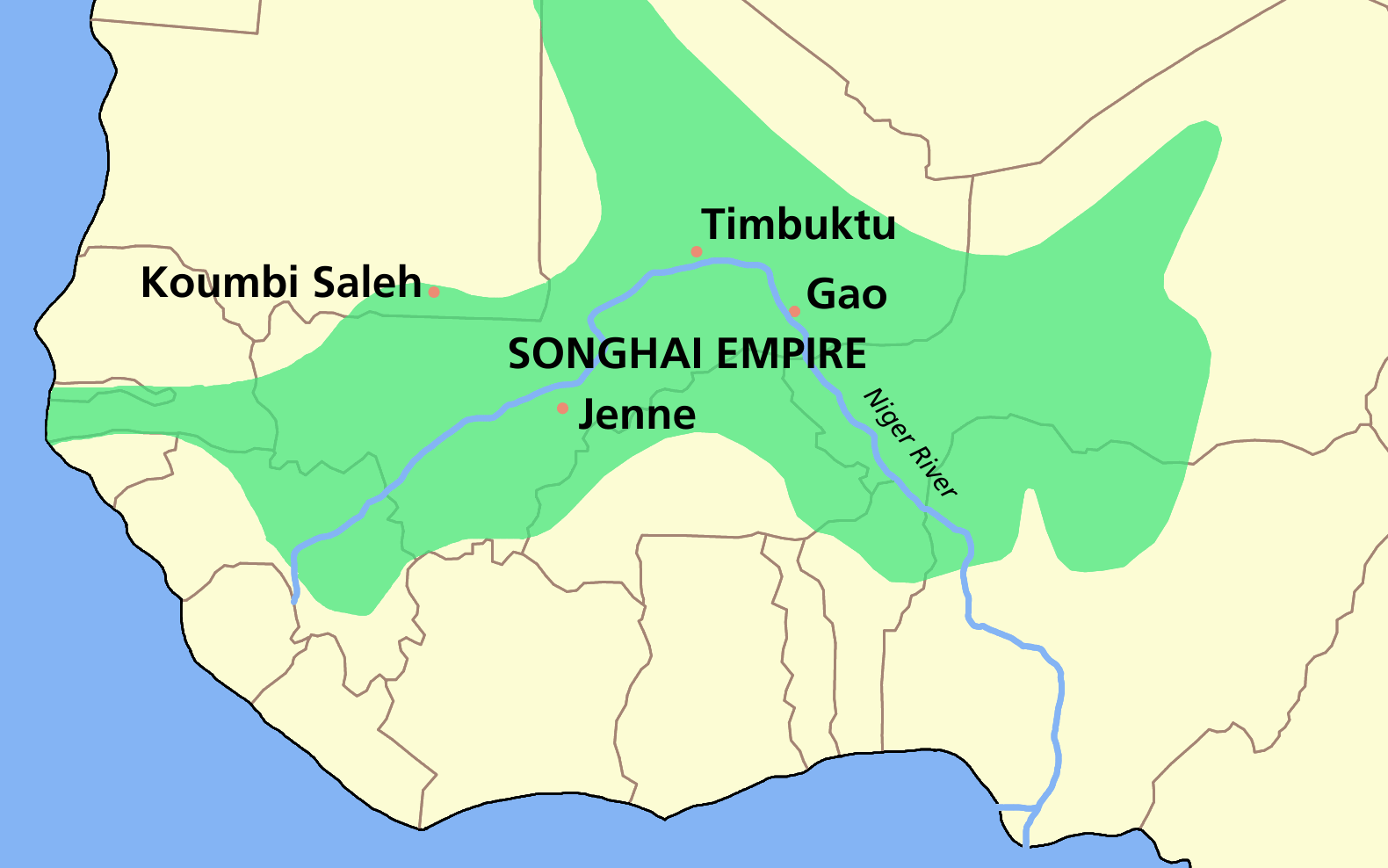
L'Imperi Songhai c. 1500
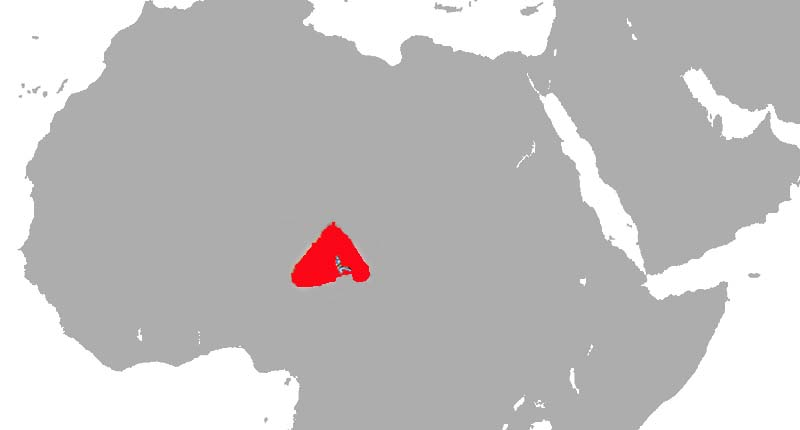
El territori de l'Imperi Bornu el 1500
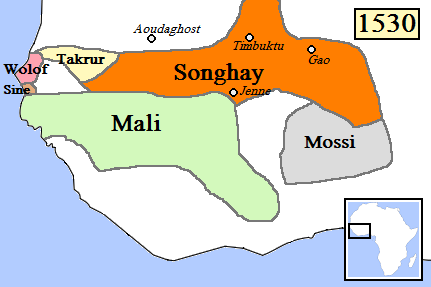
L'Imperi de Mali, l'Imperi Songhai i els estats circumdants, c. 1530
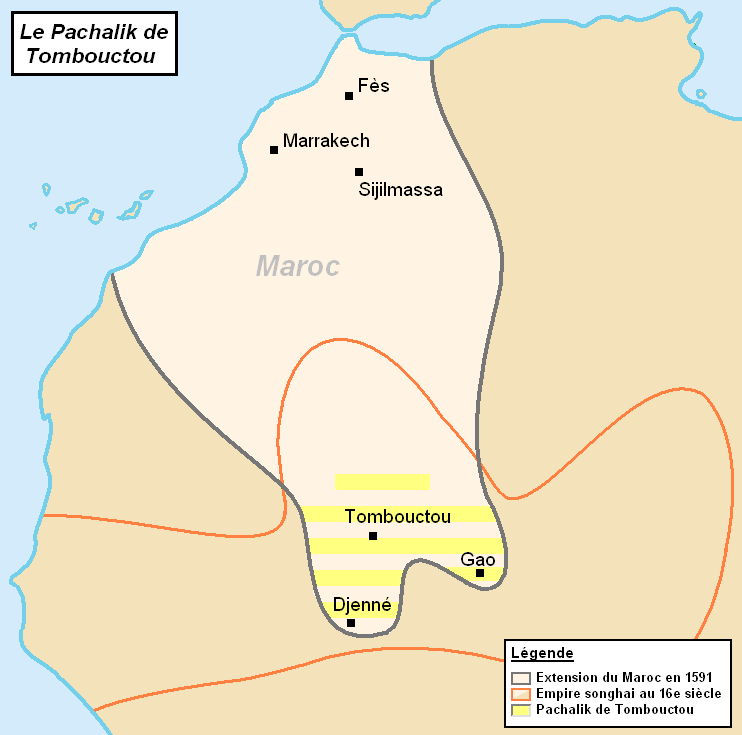
Mapa del Pashalik de Tombuctú (a ratlles grogues) com a part de la dinastia Saadi del Marroc (contornat negre) dins de l'Imperi Songhai (contorn vermell), c. 1591
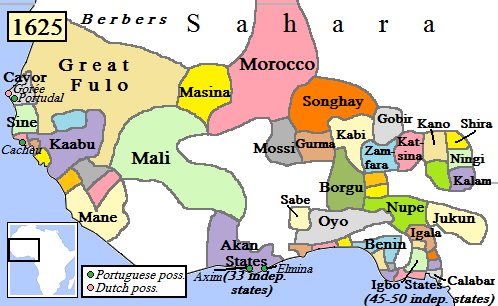
L'Imperi de Mali i els estats circumdants, c. 1625
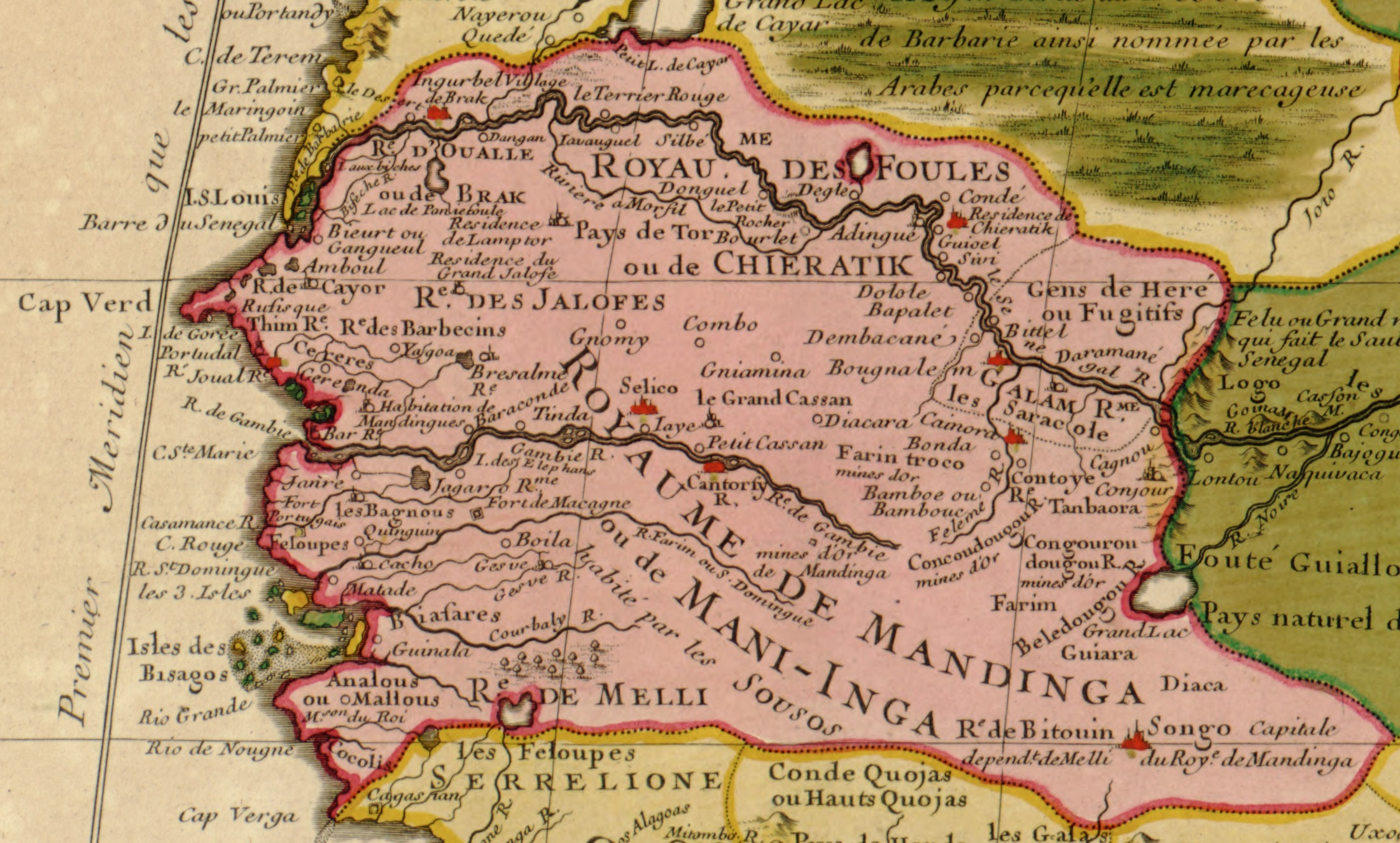
Senegambia c. 1707 Waalo marcat com a Re. D'Oualle a la part superior esquerra.
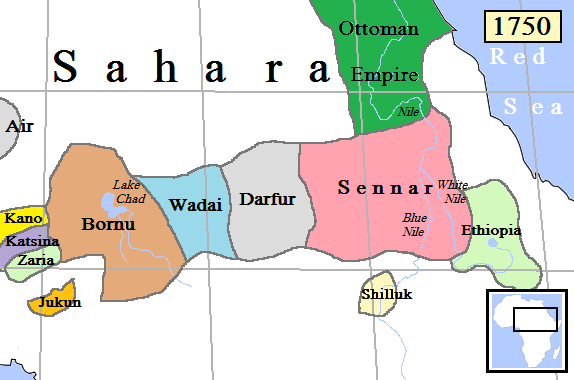
Imperi Bornu i regnes del Sahel oriental c. 1750
L'extensió de l'Imperi Bornu, c. 1750
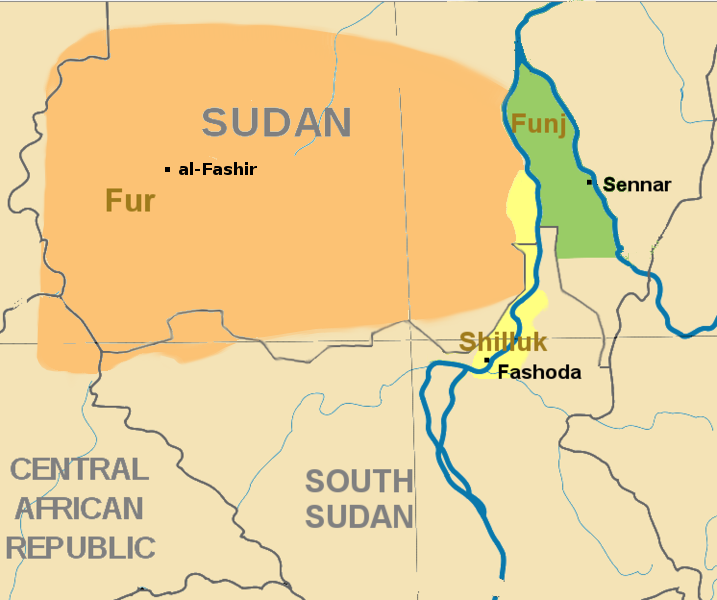
Regne Shilluk (groc) i els seus veïns, c. 1800
Imperi Bornu el 1810
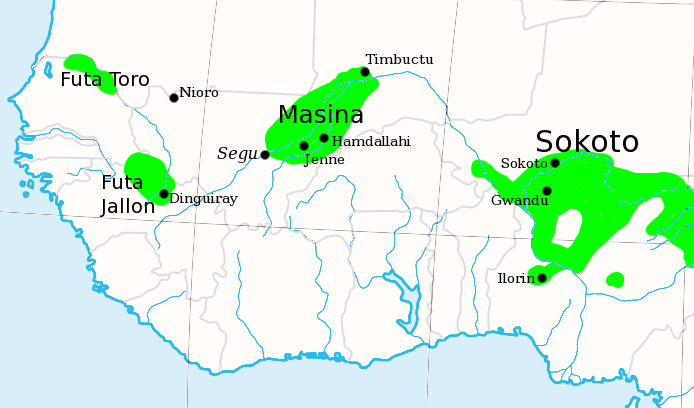
Els Estats de la Jihad Fulani de l'Àfrica Occidental, c. 1830
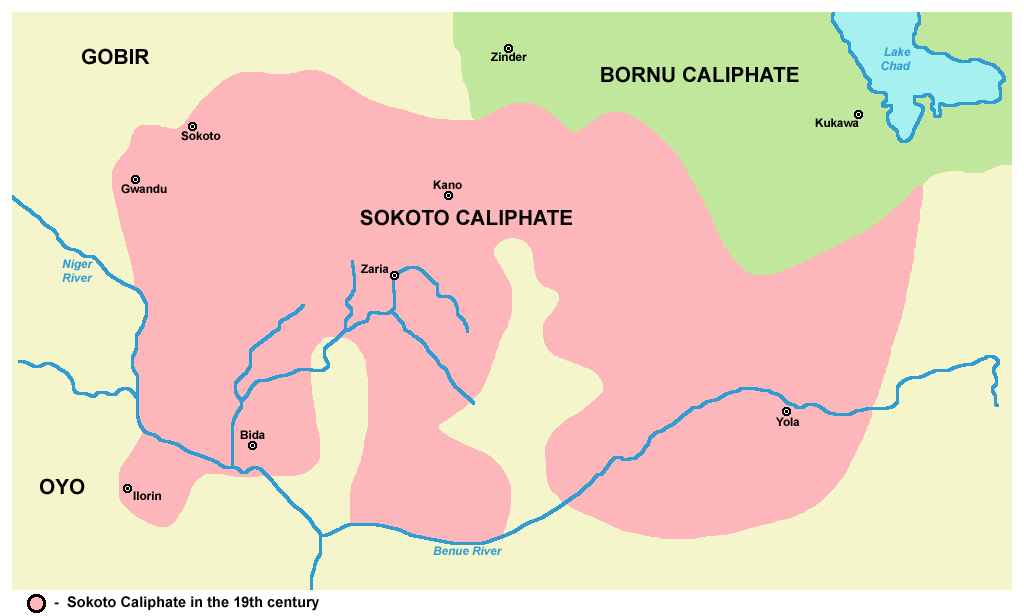
Califat de Sokoto, segle XIX
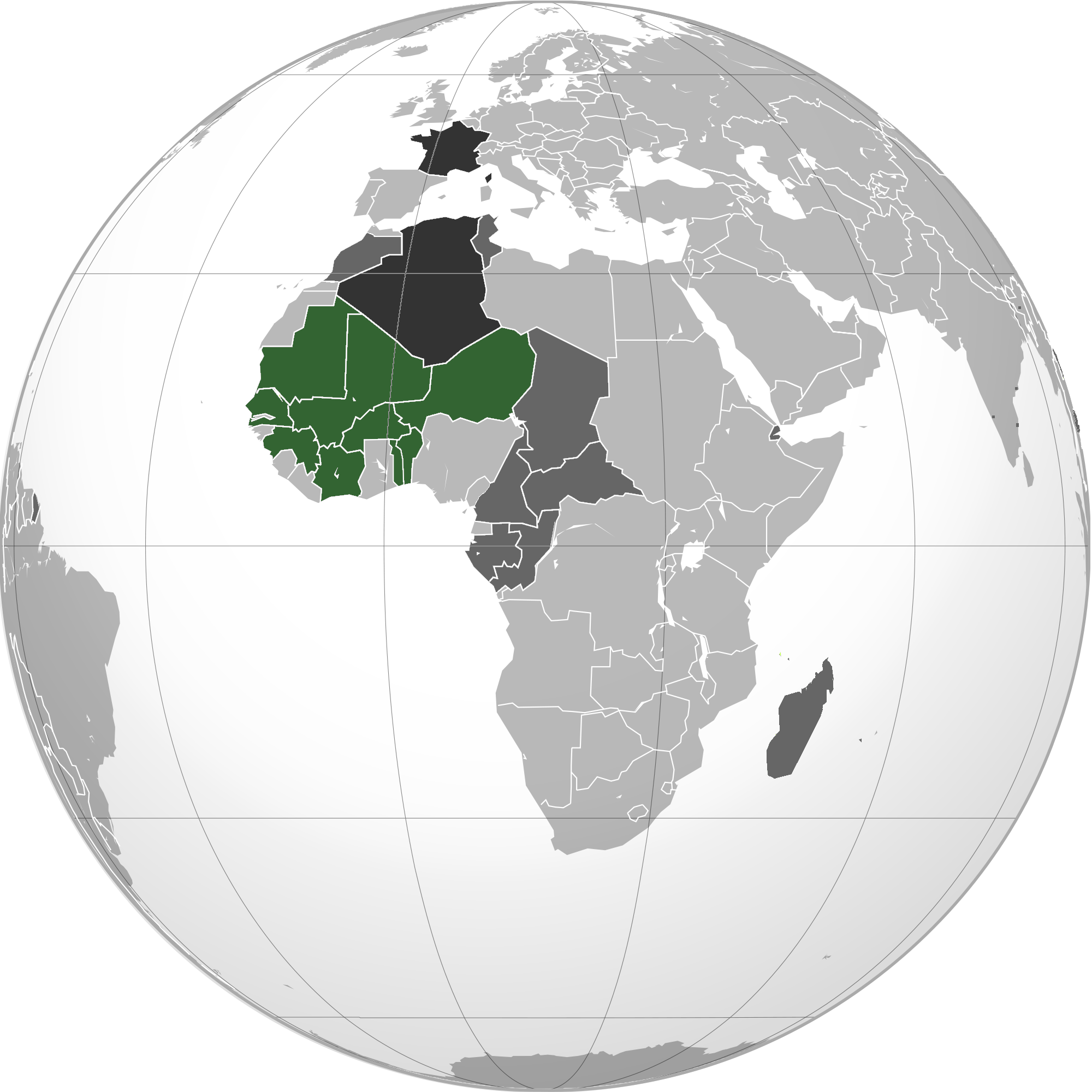
Àfrica occidental francesa (en verd) després de la Segona Guerra Mundial, i altres possessions franceses (en gris fosc).
Principals regions de tràfic d'esclaus de l'Àfrica occidental, segles XV-XIX
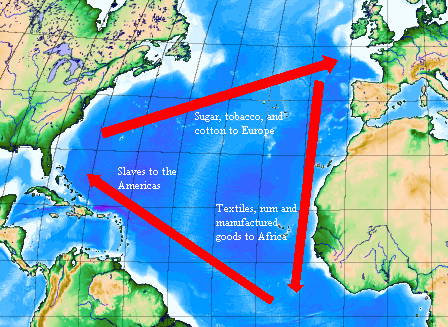
Representació del model clàssic del comerç triangular.
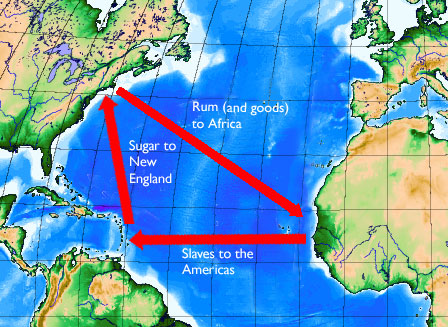
Representació del comerç triangular d'esclaus, sucre i rom amb Nova Anglaterra en lloc d'Europa com a tercer racó.